# Aulnoy-lez-Valenciennes
Aulnoy-lez-Valenciennes ist eine französische Gemeinde mit 7125 Einwohnern (Stand: 1. Januar 2022) im Département Nord in der Region Hauts-de-France. Sie gehört zum Gemeindeverband Valenciennes Métropole, zum Arrondissement Valenciennes und zum Kanton Aulnoy-lez-Valenciennes. Die Einwohner heißen Aulnésien(ne)s.

## Geografie
Aulnoy-lez-Valenciennes liegt an der Rhonelle unmittelbar südöstlich an die Stadt Valenciennes angrenzend. Umgeben wird Aulnoy-lez-Valenciennes von den Nachbargemeinden Marly im Norden, Saultain im Osten, Préseau im Südosten, Artres und Famars im Süden, Trith-Saint-Léger im Westen und Valenciennes im Nordwesten.
Am nordwestlichen Rand der Gemeinde führt die Autoroute A2 entlang.

## Geschichte
Erwähnt wurde der Ort erstmals als Alnetum 1086.

## Bevölkerungsentwicklung
| Jahr                       | 1962 | 1968 | 1975 | 1982 | 1990 | 1999 | 2011 | 2020 |
| Einwohner                  | 3565 | 3602 | 7465 | 8759 | 8029 | 8002 | 7425 | 7167 |
| Quellen: Cassini und INSEE |      |      |      |      |      |      |      |      |

## Sehenswürdigkeiten
- Kirche Saint-Martin aus dem Jahre 1925 mit einem Portal aus dem 18. Jahrhundert
- Château Hamoir, errichtet zu Beginn des 19. Jahrhunderts
- Friedhof der Commonwealth War Graves Commission, Britische Kriegsgräber aus dem Ersten Weltkrieg

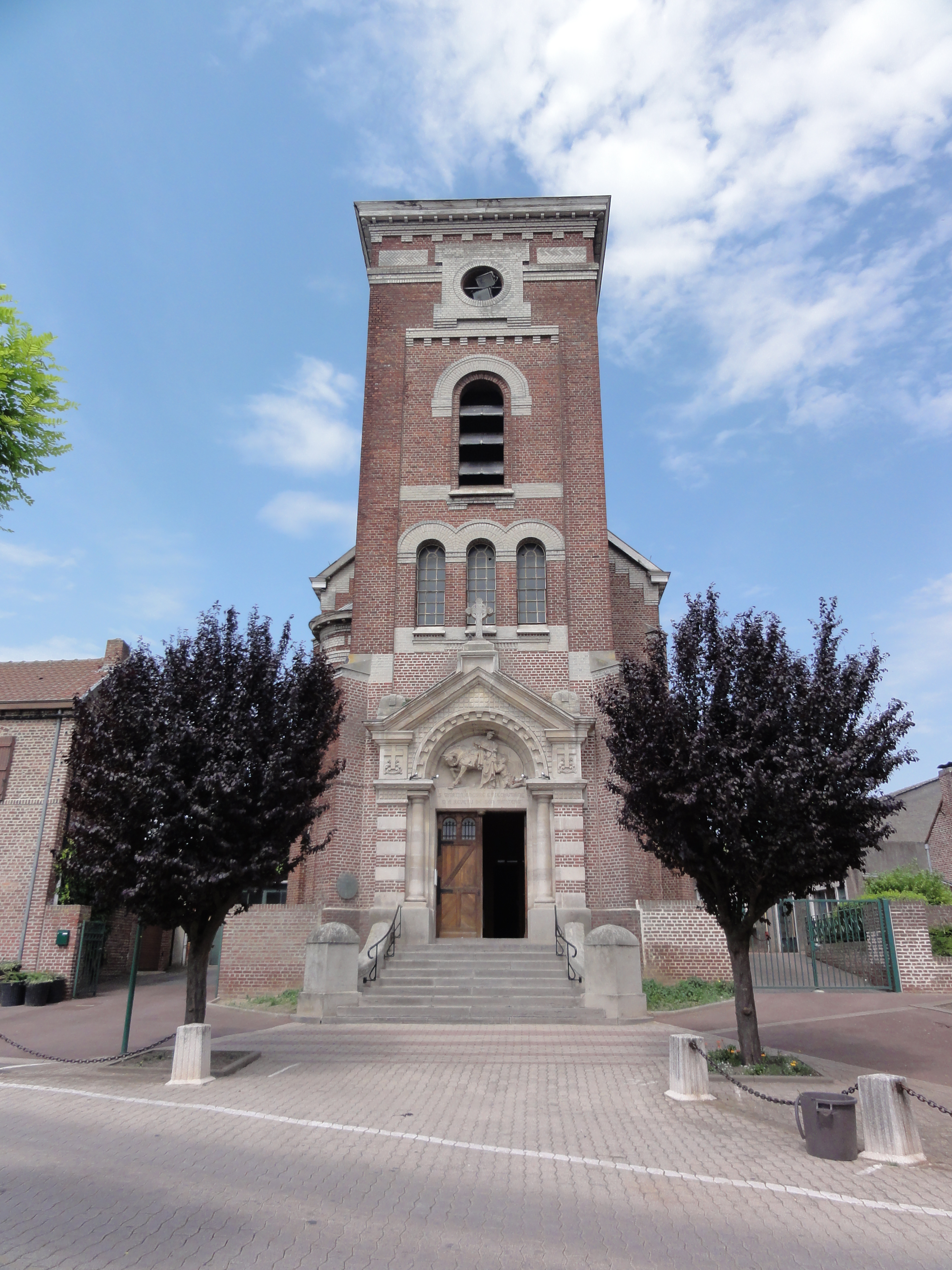
Kirche Saint-Martin
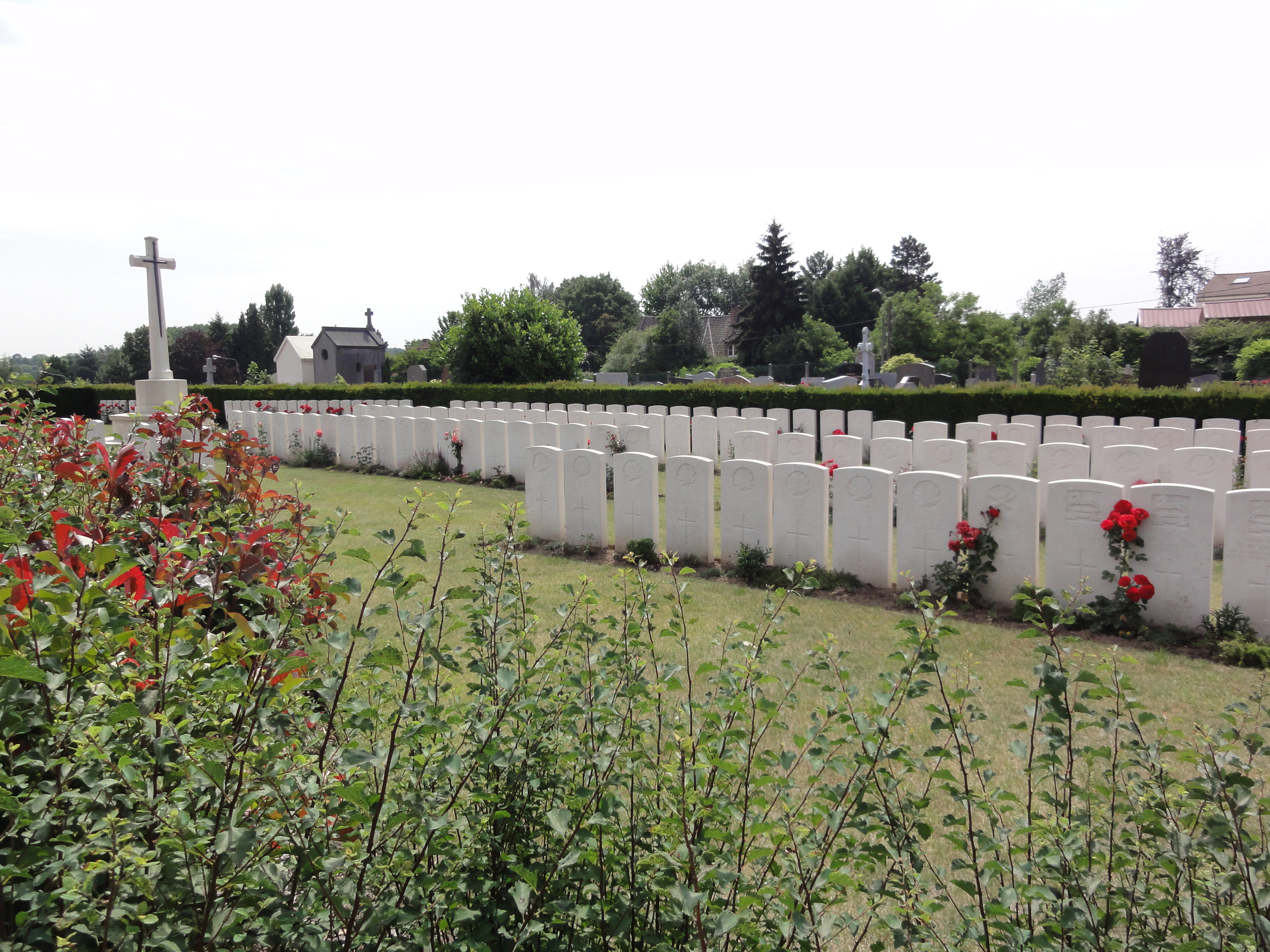
Commonwealth-Soldatenfriedhof
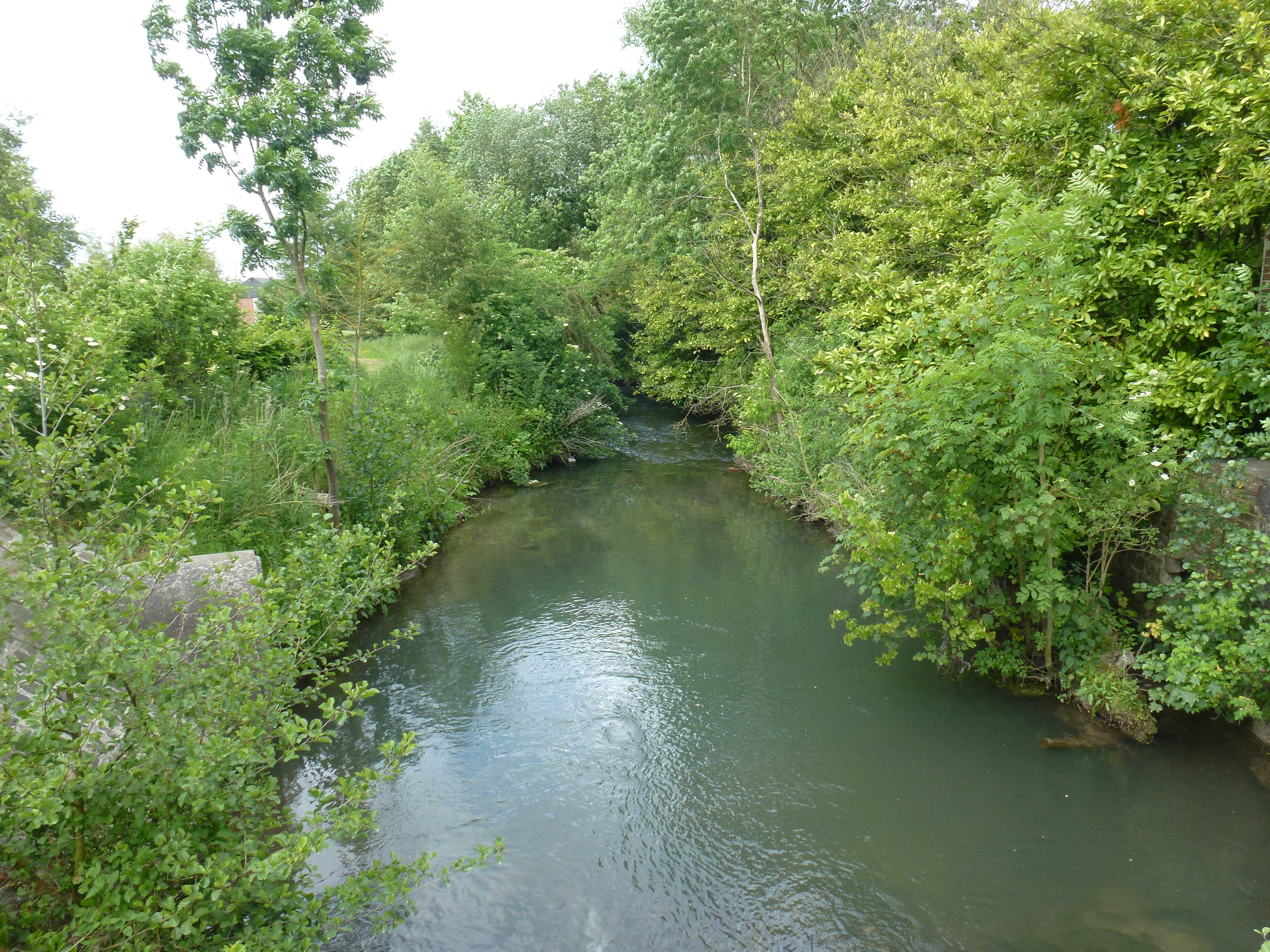
Die Rhonelle in Aulnoy-lez-Valenciennes